# Peter Grünberg
Pour les articles homonymes, voir Grünberg.
Peter Andreas Grünberg, né le 18 mai 1939 à Pilsen, dans le protectorat de Bohême-Moravie, aujourd'hui en République tchèque, et mort le 7 avril 2018 à Juliers, en Allemagne, est un physicien allemand.
Il est colauréat avec Albert Fert du prix Nobel de physique de 2007.

## Biographie
Peter Grünberg a commencé à travailler en 1962 au sein de l'université Johann Wolfgang Goethe de Francfort-sur-le-Main et à l'université de technologie de Darmstadt, où il obtint sa thèse de doctorat en 1969. Il passa ensuite trois ans à l'université Carleton d'Ottawa. À partir de 1972, il collabore au Centre de recherches de Jülich et est habilité à mener des recherches à Cologne. En parallèle, il enseigne à l'université de Cologne, en tant que privatdozent à partir de 1984, puis, à partir de 1992, comme professeur. Depuis son départ à la retraite en 2004, il continuait à travailler comme invité au Centre de recherches de Jülich.
Il est colauréat avec Albert Fert du prix Nobel de physique de 2007 « pour la découverte de la magnétorésistance géante », en 1988.

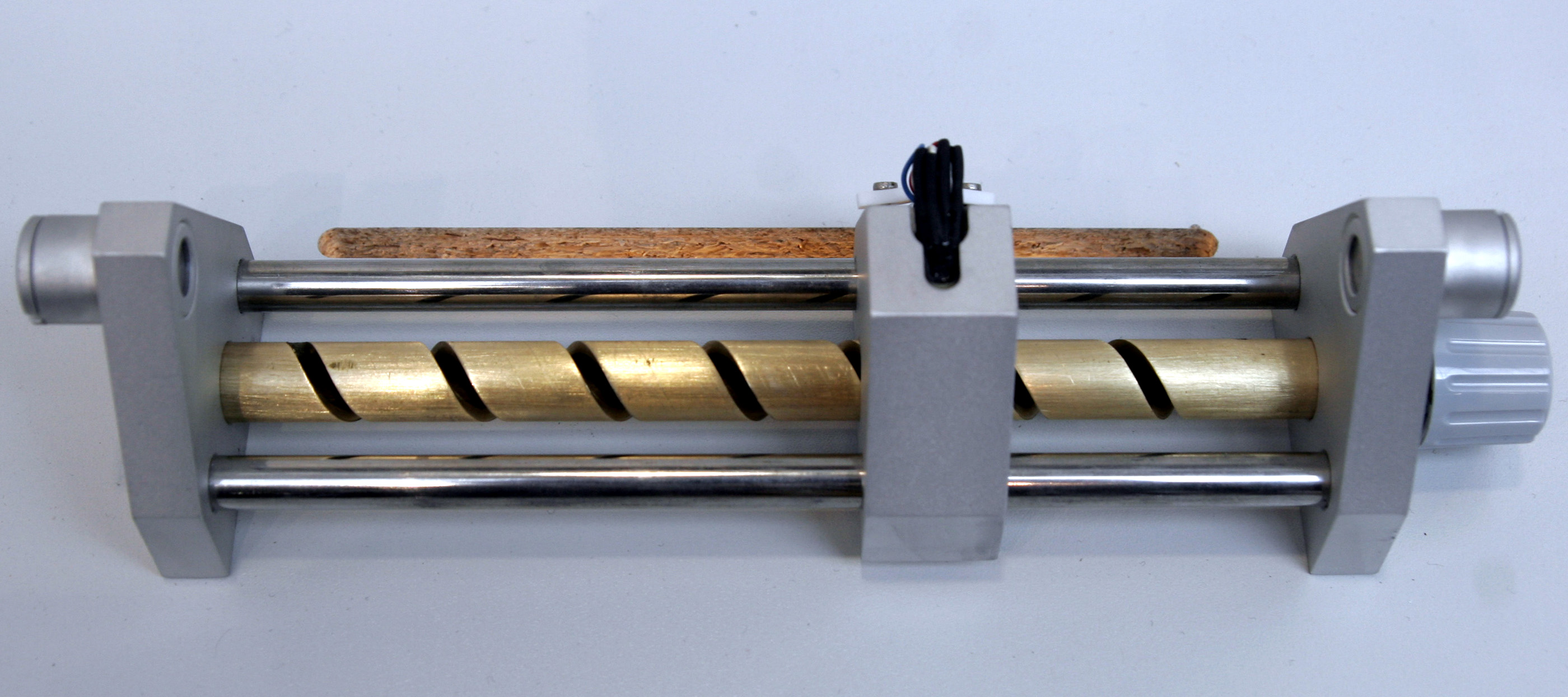
Une réplique du capteur (en noir) de magnétorésistance géante développé par Peter Grünberg.

Lui et Albert Fert ont reçu de nombreux prix en commun, dont le APS International Prize for New Materials et l'International Union of Pure and Applied Physics Magnetism Award en 1994, le prix Agilent Technologies Europhysics en 1997, le prix japonais et le prix Wolf.
Il a gagné le prix allemand de l'avenir des technologies et de l'innovation en 1998 et a été nommé « Inventeur de l'année » dans la catégorie « universités et instituts de recherche » par l'Office européen des brevets et la Commission européenne en 2006.
Son décès est annoncé le 9 avril 2018 mais il est mort la semaine précédente à Juliers.